# XVI Liceum Ogólnokształcące im. Stefanii Sempołowskiej w Warszawie

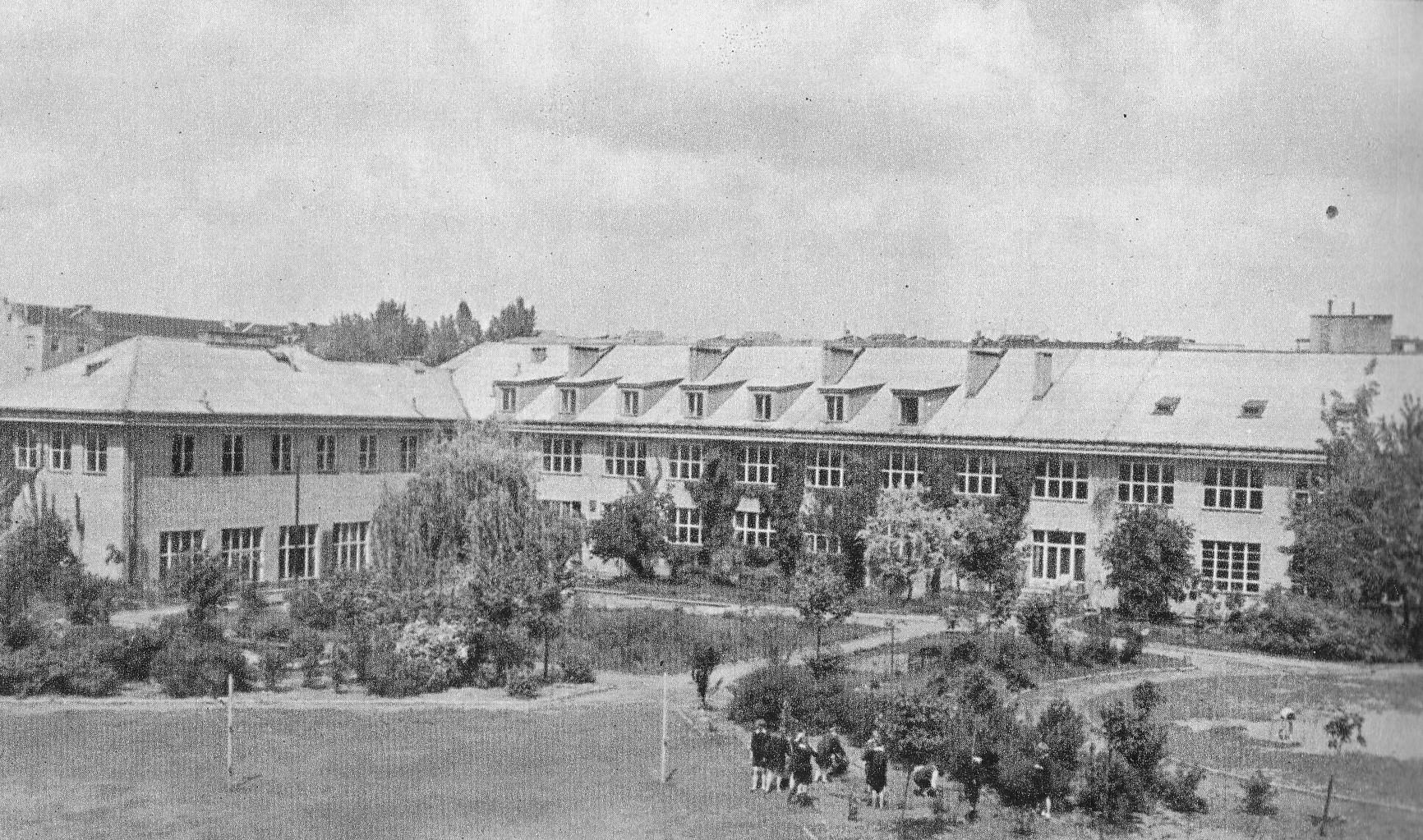
Budynek szkoły ok. 1970

XVI Liceum Ogólnokształcące im. Stefanii Sempołowskiej – liceum ogólnokształcące w Warszawie.

## Historia
Szkoła powstała w 1935 jako Gimnazjum Żeńskie im. Aleksandry Piłsudskiej. Mieściła się na I piętrze Hotelu Oficerskiego przy pl. Inwalidów w Warszawie na Starym Żoliborzu. Rok szkolny rozpoczęło wówczas 160 uczennic. Pierwszą dyrektorką była Janina Lubecka. W 1936 szkoła otrzymała sztandar z hasłem: Twą wartością czyny twoje. W czerwcu 1938 po raz pierwszy odbyła się tzw. mała matura dla uczennic najstarszej klasy.
W roku szkolnym 1938/1939 szkoła, w skład której wchodziło już czteroletnie gimnazjum i dwuletnie liceum, miała łącznie 300 uczennic. W 1939 odbyła się pierwsza matura.
W 1939 wybuch wojny opóźnił rozpoczęcie roku szkolnego do 13 września. Po kapitulacji miasta niemieckie władze okupacyjne zamknęły szkołę a dyr. Lubecka wraz z kilkoma nauczycielkami rozpoczęła przygotowania do nauczania w tajnych kompletach.
Od 1 sierpnia 1944 uczennice szkoły brały udział w walkach powstania warszawskiego jako sanitariuszki, łączniczki i telefonistki. 3 sierpnia zginęła Ewa Lubecka, córka dyrektorki.
W marcu 1945 Janina Lubecka wraz z Tadeuszem Dąbrowskim, dyrektorem Szkoły Męskiej im. Józefa Poniatowskiego, rozpoczęli prace przy organizowaniu wspólnej szkoły przy pl. Inwalidów. W lipcu, już po zakończeniu wojny, odbył się egzamin maturalny. Wraz z kolejnym rokiem szkolnym nową dyrektorką została Zofia Ringmanowa. Jednak już w 1946 stanowisko objęła Ewa Modzelewska-Egerowa, nauczająca historii w szkole od samego jej początku w 1935.
1 września 1946, ze względu na reformę szkolnictwa, powstała 11-letnia szkoła ogólnokształcąca; jej patronką została Stefania Sempołowska.
We wrześniu 1951 dyr. Ewa Egerowa została aresztowana pod zarzutem związków z Armią Krajową. Po kilkukrotnych zmianach na stanowisku dyrektora w 1956 objęła tę funkcję ponownie. W październiku 1957 szkoła została przeniesiona do nowego budynku przy ul. Stołecznej 5.
W 1961 kolejna reforma oświaty zniosła nauczanie w modelu jedenastoletnim. W 1963 kuratorium podjęło decyzję, że do szkoły będą przyjmowani także chłopcy. W 1965 placówka dołączyła do szkół stowarzyszonych w UNESCO. W 1975 dyr. Ewa Egerowa przeszła na emeryturę a na stanowisku zastąpiła ją Barbara Drzewiecka.
W latach 1975–1980 uaktywniło się środowisko niezależnie myślącej młodzieży krytycznie ustosunkowanej do systemu komunistycznego. Pojawiły się ulotki, wydawnictwa "drugiego obiegu". Wzmożona inwigilacja Służby Bezpieczeństwa nastąpiła po 17 grudnia 1979 r., kiedy zatrzymano ucznia i dwóch absolwentów szkoły uczestniczących w obchodach rocznicy Grudnia 1970. Ze środowiska tego rekrutowali się redaktorzy Niezależnego Pisma Młodzieży Szkolnej Uczeń Polski. W 1980 powołano Koło Nauczycielskie NSZZ „Solidarność”.
W 1985 szkoła obchodziła 50-lecie swojego istnienia i została odznaczona Medalem KEN. Nastąpiła też zmiana na stanowisku dyrektora, które objęła Irma Jarosz.
W 1990 kolejnym dyrektorem został Zbigniew Walasek. Podjęto decyzję o rozpoczęciu nauczania w systemie dwujęzycznym z wykładowym językiem francuskim. Od 1999, po reformie systemu oświaty, w ramach placówki działa liceum i gimnazjum. Po Zbigniewie Walasku dyrektorką została Anna Adamczyk.

## Absolwenci (m.in.)
- Wojciech Ciszewski – nauczyciel, w PRL działacz opozycji demokratycznej
- Hanna Czaki – polska harcerka, żołnierz Armii Krajowej
- Antoni Czyż − historyk i teoretyk literatury, historyk idei
- Paweł Dunin-Wąsowicz – wydawca, pisarz
- Zuzanna Janin – artystka sztuki współczesnej
- Anna Majcher – aktorka
- Anna Mazurkiewicz – dziennikarka i pisarka, redaktor naczelna miesięcznika „Filipinka”
- Tomasz Mickiewicz – ekonomista i socjolog, profesor uniwersytetów w Wielkiej Brytanii, w PRL działacz opozycji demokratycznej
- Michał Olszański – polski dziennikarz radiowy i telewizyjny
- Maria Ozga-Zielińska – profesor nauk hydrologicznych
- Małgorzata Karolina Piekarska – pisarka, dziennikarka

## Szkoła obecnie
Wchodzące w skład Zespołu Szkół nr 53 gimnazjum z oddziałami dwujęzycznymi i liceum znajdują się w tym samym budynku, częściowo uczą w nich ci sami nauczyciele.
Na każdym poziomie nauczania w liceum są 4 klasy (razem 12), liczące średnio po 30 uczniów. Szkoła specjalizuje się w nauczaniu języka francuskiego i angielskiego.
Corocznie wielu uczniów zostaje laureatami i finalistami olimpiad przedmiotowych, m.in. Olimpiad Fizycznych i Olimpiad Języka Francuskiego.
Szkoła w rankingach:
- Perspektyw:
  - 2010 r. – 14 miejsce
  - 2009 r. – 16 miejsce
  - 2008 r. – 22 miejsce
  - 2007 r. – 22 miejsce
  - 2006 r. – 22 miejsce
  - 2005 r. – 5 miejsce\

Uczniowie szkoły osiągają bardzo wysokie wyniki w różnych dyscyplinach sportowych
- WOM – Warszawska Olimpiada Młodzieży

Dziewczęta – II miejsce w piłce siatkowej – medal srebrny
- Szkolna Liga Siatkówki

I Liga dziewcząt – II miejsce w piłce siatkowej – medal srebrny
- VIII miejsce dziewcząt w piłce ręcznej
- VIII miejsce dziewcząt w koszykówce

Dzielnica Żoliborz
- Dziewczęta:

I miejsce w piłce siatkowej
I miejsce w piłce koszykowej
I miejsce w piłce ręcznej
I miejsce w pływaniu
I miejsce w czwórboju lekkoatletycznym
- Chłopcy:

II miejsce w pływaniu
II miejsce w czwórboju lekkoatletycznym
Działalność pozanaukowa uczniów Liceum im. Stefanii Sempołowskiej obejmuje m.in. radiowęzeł i gazetkę szkolną "Bilingus". Uczniowie szkoły rozwijają swoje zainteresowania, czego efektem jest istnienie zespołu teatralnego Théâtre du Jeune-Colombier oraz grup filmowych "Bardasznikow" i "Flying Butter".